# Selce pri Moravčah
Selce pri Moravčah – wieś w Słowenii, w gminie Moravče. W 2018 roku liczyła 25 mieszkańców.